# Дэвис, Саймон (футболист, 1979)
Са́ймон Дэ́вис (англ. Simon Davies; род. 23 октября 1979, Хаверфордуэст, Уэльс) — валлийский футболист, полузащитник.

## Клубная карьера

### «Петерборо Юнайтед»

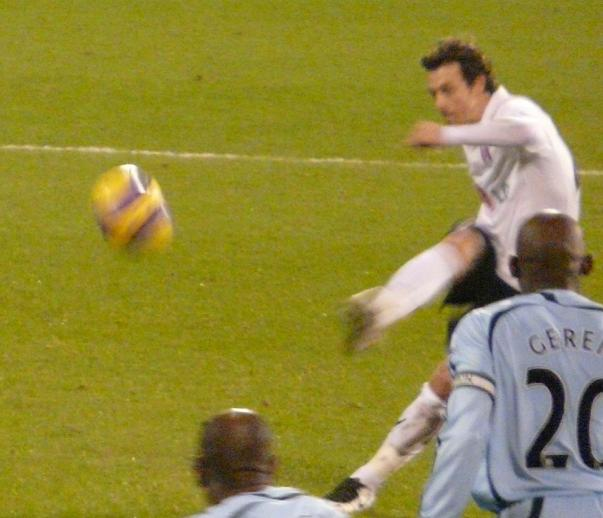
Дэвис исполняет штрафной удар.

Воспитанник футбольной школы клуба «Петерборо Юнайтед». До перехода в состав этой английской команды выступал в юношеских составах ФК «Рексем», в 15-летнем возрасте перешёл в состав клуба из Петерборо. Пройдя академию «Петерборо Юнайтед», в 1997 году он подписал профессиональный контракт с этой командой. Ещё до достижения 20-летнего возраста он провёл более 50 игр за клуб. Игроком заинтересовался «Манчестер Юнайтед» после встречи с командой из Петерборо в июле 1999 года, но Дэвис предпочёл перейти в «Тоттенхэм» Джорджа Грэма. «Шпоры» подписали игрока за 700 тысяч фунтов стерлингов 31 декабря 1999 вместе с ещё одним новичокм, Мэттью Этерингтоном.

### «Тоттенхэм»
Дэвис дебютировал в составе «шпор» 9 апреля 2000, когда те проиграли 0:2 «Ливерпулю». Преимущественно Дэвис выходил в начале своей карьеры на замены, но после травмы Эйвинна Леонардсена он закрепился в составе, а в 5-м раунде Кубка Футбольной Ассоциации Англии в матче против «Стокпорт Каунти» забил дважды (это случилось 17 февраля 2001). За 5 лет игры Дэвис множество раз травмировался, но суммарно провёл 154 матча и забил 24 гола во всех соревнованиях.

### «Эвертон»
26 мая 2005 за 4 миллиона фунтов стерлингов Саймон перешёл в «Эвертон», что давало шанс выступить в еврокубках (в частности, в Лиге чемпионов). Однако Дэвис провалил сезон 2005/06, как и вся команда. Он запомнился только голом в ворота «Бирмингем Сити», который прервал безвыигрышную серию мерсисайдцев.

### «Фулхэм»

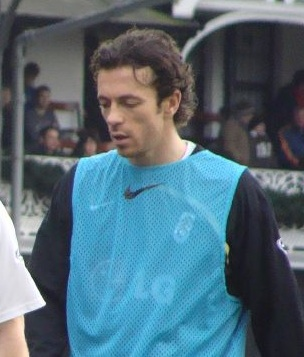
Дэвис в составе «Фулхэма».

В январе 2007 года Дэвис перешёл в «Фулхэм», стоимость трансфера не разглашалась. Он занял место на правом фланге, заменив бельгийца Стида Мальбранка. 30 января 2007 Дэвис дебютировал в игре против «Шеффилд Юнайтед». С этого момента Дэвис стал твёрдым игроком основы, следившим за правым флангом в ходе игры. Он стал чаще забивать и прославился такими голами, как гол со штрафного в одной из игр против «Сандерленд» и личный сольный проход в матче против «Рединга». Игра валлийца впечатлила тренировавшего тогда «дачников» Лоури Санчеса. По итогам сезона 2007/08 Дэвис был признан лучшим игроком клуба.
В составе «дачников» Дэвис стал одним из тех игроков, которые помогли выйти в финал Лиги Европы — 29 апреля 2010 Дэвис забил спасительный для британцев гол в ворота «Гамбурга», вырвав победу по итогам двухматчевой серии со счётом 2:1. Также его стараниями был забит гол в финале Лиги Европы в ворота «Атлетико Мадрид», но даже это не спасло «Фулхэм» от поражения в овертайме. Финал Лиги Европы остаётся высочайшим достижением Дэвиса в еврокубках.
16 августа 2010 Дэвис продлил контракт до 2013 года. 4 января 2011 Дэвис отметился голом в компенсированное время первого тайма во время игры с командой «Вест Бромвич Альбион», также в сезоне он помог одержать победу над «Сандерлендом» 3:0, отметившись голом и голевой подачей с угловой отметки на Бреде Хангеланда.

## Карьера в сборной
6 июня 2001 Дэвис дебютировал за сборную в игре против украинцев. Всего же у него в активе 58 игр и шесть голов. Самым известным голом и игрой Дэвиса является встреча 16 октября 2002, когда Саймон открыл счёт в матче с Италией. Хотя итальянцы сравняли счёт, но валлийцы всё же смогли вырвать победу со счётом 2:1. 9 августа 2010 Дэвис сообщил о завершении карьеры в сборной.

## Статистика
Данные указаны по состоянию на 30 апреля 2011
| Клуб          | Сезон             | Дивизион                     | Чемпионат страны | Чемпионат страны | Кубок Англии | Кубок Англии | Кубок Лиги | Кубок Лиги | Кубок Футбольной Ассоциации Англии | Кубок Футбольной Ассоциации Англии | Еврокубки | Еврокубки | Итого | Итого |  |
| Клуб          | Сезон             | Дивизион                     | Игры             | Голы             | Игры         | Голы         | Игры       | Голы       | Игры                               | Голы                               | Игры      | Голы      | Игры  | Голы  |  |
| ------------- | ----------------- | ---------------------------- | ---------------- | ---------------- | ------------ | ------------ | ---------- | ---------- | ---------------------------------- | ---------------------------------- | --------- | --------- | ----- | ----- |  |
| 1997/98       | Питерборо Юнайтед | 3-й дивизион Футбольной лиги | 6                | 0                | 0            | 0            | 0          | 0          | 1                                  | 0                                  | 0         | 0         | 7     | 0     |  |
| 1998/99       | Питерборо Юнайтед | 3-й дивизион Футбольной лиги | 43               | 4                | 1            | 0            | 2          | 0          | 2                                  | 0                                  | 0         | 0         | 48    | 4     |  |
| 1999/00       | Питерборо Юнайтед | 3-й дивизион Футбольной лиги | 16               | 2                | 2            | 0            | 2          | 0          | 0                                  | 0                                  | 0         | 0         | 20    | 2     |  |
| Итого         | Итого             | Итого                        | 65               | 6                | 3            | 0            | 4          | 0          | 3                                  | 0                                  | 0         | 0         | 75    | 6     |  |
| 1999/00       | Тоттенхэм Хотспур | Английская Премьер-лига      | 3                | 0                | 0            | 0            | 0          | 0          | 0                                  | 0                                  | 0         | 0         | 3     | 0     |  |
| 2000/01       | Тоттенхэм Хотспур | Английская Премьер-лига      | 13               | 2                | 1            | 2            | 1          | 0          | 0                                  | 0                                  | 0         | 0         | 15    | 4     |  |
| 2001/02       | Тоттенхэм Хотспур | Английская Премьер-лига      | 31               | 4                | 3            | 0            | 7          | 3          | 0                                  | 0                                  | 0         | 0         | 41    | 7     |  |
| 2002/03       | Тоттенхэм Хотспур | Английская Премьер-лига      | 36               | 5                | 1            | 0            | 2          | 0          | 0                                  | 0                                  | 0         | 0         | 39    | 5     |  |
| 2003/04       | Тоттенхэм Хотспур | Английская Премьер-лига      | 17               | 2                | 3            | 0            | 0          | 0          | 0                                  | 0                                  | 0         | 0         | 20    | 2     |  |
| 2004/05       | Тоттенхэм Хотспур | Английская Премьер-лига      | 21               | 0                | 5            | 0            | 3          | 0          | 0                                  | 0                                  | 0         | 0         | 29    | 0     |  |
| Итого         | Итого             | Итого                        | 121              | 13               | 13           | 2            | 13         | 3          | 0                                  | 0                                  | 0         | 0         | 147   | 18    |  |
| 2005/06       | Эвертон           | Английская Премьер-лига      | 30               | 1                | 2            | 0            | 1          | 0          | 0                                  | 0                                  | 3         | 0         | 36    | 1     |  |
| 2006/07       | Эвертон           | Английская Премьер-лига      | 15               | 0                | 0            | 0            | 2          | 0          | 0                                  | 0                                  | 0         | 0         | 17    | 0     |  |
| Итого         | Итого             | Итого                        | 45               | 1                | 2            | 0            | 3          | 0          | 0                                  | 0                                  | 3         | 0         | 53    | 1     |  |
| 2006/07       | Фулхэм            | Английская Премьер-лига      | 14               | 2                | 2            | 0            | 0          | 0          | 0                                  | 0                                  | 0         | 0         | 16    | 2     |  |
| 2007/08       | Фулхэм            | Английская Премьер-лига      | 37               | 5                | 1            | 0            | 2          | 0          | 0                                  | 0                                  | 0         | 0         | 40    | 5     |  |
| 2008/09       | Фулхэм            | Английская Премьер-лига      | 33               | 2                | 5            | 1            | 1          | 0          | 0                                  | 0                                  | 0         | 0         | 39    | 3     |  |
| 2009/10       | Фулхэм            | Английская Премьер-лига      | 17               | 0                | 4            | 1            | 1          | 0          | 0                                  | 0                                  | 11        | 2         | 33    | 3     |  |
| 2010/11       | Фулхэм            | Английская Премьер-лига      | 30               | 4                | 2            | 0            | 1          | 0          | 0                                  | 0                                  | 0         | 0         | 31    | 4     |  |
| Итого         | Итого             | Итого                        | 131              | 13               | 14           | 2            | 5          | 0          | 0                                  | 0                                  | 11        | 2         | 159   | 17    |  |
| За все сезоны | За все сезоны     | За все сезоны                | 360              | 32               | 32           | 4            | 25         | 3          | 3                                  | 0                                  | 14        | 2         | 434   | 41    |  |